# Liste der Hamburger U-Bahnhöfe

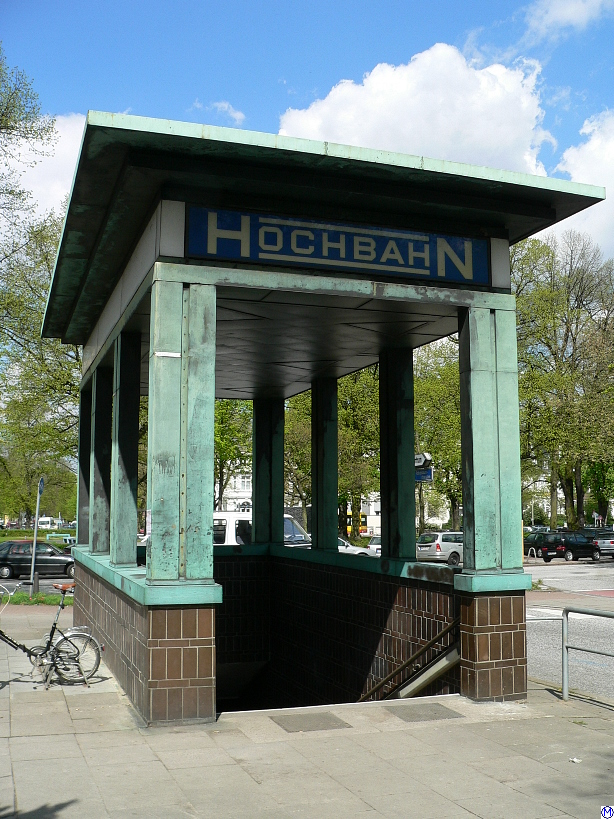
Eingang zum U-Bahnhof Klosterstern

Diese Liste enthält die Bahnhöfe der Hamburger U-Bahn; aufgelistet sind alle 93 derzeit bestehenden Stationen sowie zusätzlich die vier Stationen der ehemaligen, im Zweiten Weltkrieg zerstörten Zweigstrecke nach Rothenburgsort, die 1964 aufgelassene damalige Endstation Hellkamp der Eimsbütteler Zweigstrecke und die nie eröffnete Station Beimoor nördlich Großhansdorf an der Walddörferbahn sowie die vier für die U5 in Bau befindlichen Stationen. Das Netz der Hamburger U-Bahn umfasst derzeit vier Linien und hat eine Gesamtstreckenlänge von 106,4 Kilometern.
Von den 104 Stadtteilen Hamburgs sind insgesamt 32 an das U-Bahn-Netz angeschlossen. Die meisten U-Bahn-Haltestellen befinden sich in den Stadtteilen Hamburg-Altstadt (acht Stationen) und Eimsbüttel (sechs Stationen). Neun Stationen befinden sich außerhalb des Bundeslandes Hamburg. Diese verteilen sich auf die nördlich und nordöstlich gelegenen Städte und Gemeinden Ahrensburg (zwei Haltestellen), Ammersbek (eine Haltestelle), Großhansdorf (drei Stationen) und Norderstedt (drei Stationen). Südlich der Norderelbe befindet sich lediglich der in Planung befindliche U-Bahnhof Moldauhafen.

## Linienverläufe
Die Bahnhöfe sind folgendermaßen auf die einzelnen Strecken verteilt:
- Karte mit allen Koordinaten:
- OSM |
- WikiMap

| Linie                 | Bahnhöfe | Anzahl Stationen                    | Länge     | durchschnittl. Abstand | Eröffnung (1. Abschnitt) | jüngste Erweiterung         | Bemerkung                                                                |
| --------------------- | --- | ----------------------------------- | --------- | ---------------------- | ------------------------ | --------------------------- | ------------------------------------------------------------------------ |
| U 1                   | Norderstedt Mitte – Richtweg – Garstedt – Ochsenzoll – Kiwittsmoor – Langenhorn Nord – Langenhorn Markt – Fuhlsbüttel Nord – Fuhlsbüttel – Klein Borstel – Ohlsdorf – Sengelmannstraße (City Nord) – Alsterdorf – Lattenkamp (Sporthalle) – Hudtwalckerstraße – Kellinghusenstraße – Klosterstern – Hallerstraße – Stephansplatz (Oper/CCH) – Jungfernstieg – Meßberg – Steinstraße – Hauptbahnhof Süd – Lohmühlenstraße – Lübecker Straße – Wartenau – Ritterstraße – Wandsbeker Chaussee – Wandsbek Markt – Straßburger Straße – Alter Teichweg – Wandsbek-Gartenstadt – Trabrennbahn – Farmsen – Oldenfelde – Berne – Meiendorfer Weg – Volksdorf / Streckenast Ohlstedt – Buckhorn – Hoisbüttel – Ohlstedt \ Streckenast Großhansdorf – Buchenkamp – Ahrensburg West – Ahrensburg Ost – Schmalenbeck – Kiekut – Großhansdorf | 47 in Betrieb                       | 55,383 km | 1.204 m                | 1. Dez. 1914             | 28. Sep. 1996               | ab Volksdorf abwechselnd nach Ohlstedt und Großhansdorf                  |
| U 2                   | Niendorf Nord – Schippelsweg – Joachim-Mähl-Straße – Niendorf Markt – Hagendeel – Hagenbecks Tierpark – Lutterothstraße – Osterstraße – Emilienstraße – Christuskirche – Schlump – Messehallen – Gänsemarkt (Oper) – Jungfernstieg – Hauptbahnhof Nord – Berliner Tor – Burgstraße – Hammer Kirche – Rauhes Haus – Horner Rennbahn – Legienstraße – Billstedt – Merkenstraße – Steinfurther Allee – Mümmelmannsberg | 25 in Betrieb                       | 24,534 km | 1.022 m                | 1. Juni 1913             | 9. März 1991                |                                                                          |
| U 3                   | Barmbek – Saarlandstraße – Borgweg (Stadtpark) – Sierichstraße – Kellinghusenstraße – Eppendorfer Baum – Hoheluftbrücke – Schlump – Sternschanze – Feldstraße (Heiligengeistfeld) – St. Pauli – Landungsbrücken – Baumwall (Elbphilharmonie) – Rödingsmarkt – Rathaus – Mönckebergstraße – Hauptbahnhof Süd – Berliner Tor – Lübecker Straße – Uhlandstraße – Mundsburg – Hamburger Straße – Dehnhaide – Barmbek – (in Planung: Fuhlsbüttler Straße –) Habichtstraße – Wandsbek-Gartenstadt | 25 in Betrieb 1 in Planung          | 20,681 km | 0827 m                 | 15. Feb. 1912            | 6. Sep. 1920                | außerhalb der HVZ einzelne Ringzüge                                      |
| U 4                   | (in Planung: Moldauhafen –) Elbbrücken – HafenCity Universität – Überseequartier – Jungfernstieg – Hauptbahnhof Nord – Berliner Tor – Burgstraße – Hammer Kirche – Rauhes Haus – Horner Rennbahn – Legienstraße – Billstedt (im Bau: – Stoltenstraße – Horner Geest) | 12 in Betrieb 2 in Bau 1 in Planung | 13,318 km | 1.211 m                | 29. Nov. 2012            | 6. Dez. 2018                |                                                                          |
| U 5                   | im Bau: Bramfeld – Steilshoop – Barmbek Nord – Sengelmannstraße – City Nord (Stadtpark) – (in Planung:, vorläufige Namen kursiv: Borgweg – Jarrestraße – Beethovenstraße – Uhlenhorst – St. Georg – Hauptbahnhof Nord – Stephansplatz – Universität – Grindelhof – Hoheluftbrücke – Gärtnerstraße – Universitätsklinikum – Siemersplatz/Behrmannplatz – Hagenbecks Tierpark – Sportplatzring – Stellingen – Arenen Volkspark) | 5 in Bau 18 in Planung              |           |                        | voraussichtl. 2029       |                             |                                                                          |
| Rothenburgsort-Streke | Hauptbahnhof Süd – Spaldingstraße – Süderstraße – Brückenstraße – Rothenburgsort | 4 stillgelegt                       | 03,051 km | 0763 m                 | 27. Juli 1915            | 27. Juli 1943 (Stilllegung) | wegen Bombenschäden im Zweiten Weltkrieg stillgelegt, danach abgebrochen |

## Stationen
Die Liste ist folgendermaßen aufgebaut:
- Bahnhof (Kürzel) & Karte: Name des U-Bahnhofs, das HHA-interne Kürzel sowie eine Lagekarte
- Eröffnung: erstmalige Eröffnung der Station für den öffentlichen Personenverkehr
- Lage: Lage der Station (Tunnellage, Dammlage, Hanglage, Viadukt, Einschnitt oder Plan)
- Stadtteil: Stadtteil bzw. Ort außerhalb Hamburgs, in dem sich die Station befindet. Letztere sind kursiv aufgeführt.
- Umsteigemöglichkeit: Die U-Bahn-Linien, die den Bahnhof bedienen. Umsteigemöglichkeit zur AKN (), zur S-Bahn (), zum Bus () oder zur Regional und Fernbahn ( ).
- Anmerkungen: Anmerkungen zum U-Bahnhof über eventuelle Stilllegungen, anliegende Werkstätten, Umbenennungen o. ä.
- Sehenswürdigkeiten und öffentliche Einrichtungen: Sehenswürdigkeiten und öffentliche Gebäude in der näheren Umgebung
- Bild: Bild des Bahnhofs

Rot unterlegte Stationen sind stillgelegt, grün hinterlegte sind in Bau befindlich, fett markierte U-Bahnhöfe verfügen über Gleiswechsel oder Kehranlagen.
| Bahnhof (Kürzel) Karte                                 | Linie    | Eröffnung     | Lage                                          | Stadtteil/ Ort             | Umsteige- möglichkeit | Anmerkungen | Sehenswürdigkeiten öffentl. Einrichtungen | Bild                          |
| ------------------------------------------------------ | -------- | ------------- | --------------------------------------------- | -------------------------- | --------------------- | --- | --- | ----------------------------- |
| Ahrensburg Ost (AO) 53° 39′ 41″ N, 10° 14′ 36″ O       | U1       | 17. Juni 1922 | Damm                                          | Ahrensburg                 | Bus                   | nachträglich eröffnet; 1922–1952: „Hopfenbach“ | Arboretum Tannenhöft Forst Hagen, Parkklinik Manhagen | Ahrensburg Ost                |
| Ahrensburg West (AW) 53° 39′ 52″ N, 10° 13′ 12″ O      | U1       | 5. Nov. 1921  | Einschnitt                                    | Ahrensburg                 | Bus                   | 1921–1952: „Ahrensburg“ | Friedhof Ahrensburg, Forst Hagen, Moorwanderweg im Naturschutzgebiet Ahrensburger Tunneltal mit schwimmender Holzbrücke                                                                              | Ahrensburg West               |
| Alsterdorf (AL) 53° 36′ 23″ N, 10° 0′ 42″ O            | U1       | 1. Dez. 1914  | Damm                                          | Alsterdorf/Winterhude      | Bus                   | | Polizeipräsidium | Alsterdorf                    |
| Alter Teichweg (AT) 53° 35′ 12″ N, 10° 3′ 52″ O        | U1       | 2. Aug. 1963  | Tunnel                                        | Dulsberg                   | Bus                   | Seitenbahnsteige | | Alter Teichweg                |
| Barmbek (BA) 53° 35′ 14″ N, 10° 2′ 40″ O               | U3       | 15. Feb. 1912 | Damm                                          | Barmbek-Nord               | S1 Bus                | viergleisig, Kehrgleise (O), Zufahrt zur Hauptwerkstatt (W)                                                                                              | Museum der Arbeit, Schneiderad des Elbtunnelbohrers TRUDE | Barmbek                       |
| Barmbek Nord 53° 36′ 30″ N, 10° 2′ 20″ O               | U5       | in Bau        | Tunnel                                        | Barmbek-Nord               | Bus                   | in Bau befindlich; Seitenbahnsteige | |                               |
| Baumwall (BL) 53° 32′ 39″ N, 9° 58′ 54″ O              | U3       | 29. Juni 1912 | Viadukt                                       | Neustadt                   | Bus                   | Seitenbahnsteige | Hanseatic Trade Center, Elbphilharmonie, Speicherstadt, HafenCity | Baumwall                      |
| Beimoor 53° 40′ 28″ N, 10° 17′ 36″ O                   | ()       | nie           | Damm                                          | Großhansdorf               |                       | Mittelbahnsteig; wurde im Jahr 1918 nahezu fertiggestellt, jedoch nicht eröffnet; heute sind nur wenige Fragmente übriggeblieben                         | | Beimoor                       |
| Berliner Tor (BT) 53° 33′ 12″ N, 10° 1′ 26″ O          | U2 U3 U4 | 15. Feb. 1912 | Tunnel                                        | Borgfelde/ St. Georg       | S1 S2 S5 Bus          | 1912–1964 alter Bahnhof mit Seitenbahnsteigen weiter nordöstlich offen in Hanglage; seit 1964 viergleisig, Abstellgleise (NO)                            | HAW Hamburg | Berliner Tor                  |
| Berne (BE) 53° 37′ 36″ N, 10° 8′ 22″ O                 | U1       | 6. Sep. 1920  | Einschnitt                                    | Farmsen-Berne/ Rahlstedt   | Bus                   | ab 12. September 1918 provisorischer Dampfbetrieb, Abstellgleis (NO) am Ende des Versuchsgleises parallel zur Strecke von Farmsen                        | | Berne                         |
| Billstedt (BI) 53° 32′ 33″ N, 10° 6′ 26″ O             | U2 U4    | 28. Sep. 1969 | Einschnitt, Mittelteil im Tunnel              | Billstedt                  | Bus                   | viergleisig, Kehrgleise (O), Abstellanlage (W) | Einkaufszentrum | Billstedt                     |
| Borgweg (BO) 53° 35′ 27″ N, 10° 0′ 54″ O               | U3       | 10. Mai 1912  | Einschnitt                                    | Winterhude                 | Bus                   | | Stadtpark, Planetarium | Borgweg                       |
| Bramfeld 53° 36′ 50″ N, 10° 4′ 36″ O                   | U5       | in Bau        | Tunnel                                        | Bramfeld                   | Bus                   | in Bau befindlich; Seitenbahnsteige | |                               |
| Brückenstraße (BR) 53° 32′ 28″ N, 10° 2′ 6″ O          | Ux       | 27. Juli 1915 | Viadukt                                       | Rothenburgsort             |                       | 1915–1918: „Billstraße“, Seitenbahnsteige; am 27. Juli 1943 geschlossen                                                                                  | |                               |
| Buchenkamp (BP) 53° 39′ 10″ N, 10° 11′ 9″ O            | U1       | 5. Nov. 1921  | Damm                                          | Volksdorf                  | Bus                   | | | Buchenkamp                    |
| Buckhorn (BN) 53° 39′ 53″ N, 10° 9′ 20″ O              | U1       | 1. Feb. 1925  | Einschnitt                                    | Volksdorf                  |                       | | Friedhof Volksdorf | Buckhorn                      |
| Burgstraße (BG) 53° 33′ 21″ N, 10° 2′ 31″ O            | U2 U4    | 2. Jan. 1967  | Tunnel                                        | Borgfelde/ Hamm            | Bus                   | | | Burgstraße                    |
| Christuskirche (CH) 53° 34′ 10″ N, 9° 57′ 44″ O        | U2       | 1. Juni 1913  | Tunnel                                        | Eimsbüttel                 |                       | Gleiswechsel (SO) | Christuskirche | Christuskirche                |
| City Nord 53° 36′ 8″ N, 10° 1′ 2″ O                    | U5       | in Bau        | Tunnel                                        | City Nord                  | Bus                   | in Bau befindlich | | City Nord U-Bahnhof Baustelle |
| Dehnhaide (DE) 53° 34′ 45″ N, 10° 2′ 27″ O             | U3       | 15. Feb. 1912 | Viadukt                                       | Barmbek-Süd                | Bus                   | Seitenbahnsteige | | Dehnhaide                     |
| Elbbrücken (EB) 53° 32′ 5″ N, 10° 1′ 24″ O             | U4       | 6. Dez. 2018  | Damm                                          | HafenCity                  | S3 S5 Bus             | Seitenbahnsteige | | U-Bahnhof Elbbrücken          |
| Emilienstraße (EM) 53° 34′ 18″ N, 9° 57′ 9″ O          | U2       | 21. Okt. 1913 | Tunnel                                        | Eimsbüttel                 |                       | | | Emilienstraße                 |
| Eppendorfer Baum (EP) 53° 35′ 1″ N, 9° 59′ 6″ O        | U3       | 25. Mai 1912  | Viadukt                                       | Harvestehude               | Bus                   | | | Eppendorfer Baum              |
| Farmsen (FA) 53° 36′ 26″ N, 10° 7′ 4″ O                | U1       | 6. Sep. 1920  | Damm                                          | Farmsen-Berne              | Bus                   | ab 12. September 1918 provisorischer Dampfbetrieb; seit den 1960er Jahren viergleisig, Abstellanlage und Betriebshof (NO), Abstellgleise (SW)            | Berufsförderungswerk Hamburg, Eissporthalle | Farmsen                       |
| Feldstraße (FE) 53° 33′ 25″ N, 9° 58′ 4″ O             | U3       | 25. Mai 1912  | Tunnel                                        | St. Pauli                  | Bus                   | | Heiligengeistfeld, Millerntor-Stadion, Karolinenviertel | Feldstraße                    |
| Fuhlsbüttel (FU) 53° 37′ 57″ N, 10° 1′ 35″ O           | U1       | 1. Juli 1921  | Einschnitt                                    | Fuhlsbüttel                | Bus                   | ab 5. Januar 1918 provisorischer Dampfbetrieb | | Fuhlsbüttel                   |
| Fuhlsbüttel Nord (FL) 53° 38′ 23″ N, 10° 1′ 0″ O       | U1       | 1. Juli 1921  | Damm                                          | Fuhlsbüttel/Langenhorn     | Bus                   | mit Umstellung der Strecke auf elektr. Betrieb eingefügt; 1921–1934: „Langenhorn Süd“ 1934–1954: „Flughafen“ 1954–1983: „Flughafenstraße“; Kehrgleis (N) | | Fuhlsbüttel Nord              |
| Gänsemarkt (GM) 53° 33′ 20″ N, 9° 59′ 13″ O            | U2       | 31. Mai 1970  | Tunnel                                        | Neustadt                   | Bus                   | Röhrentunnel | Gänsemarkt, Staatsoper, Laeiszhalle, Finanzbehörde, Justizbehörde, Kulturbehörde | Gänsemarkt                    |
| Garstedt (GA) 53° 41′ 4″ N, 9° 59′ 10″ O               | U1       | 30. Mai 1969  | Tunnel                                        | Norderstedt-Garstedt       | Bus                   | Kehrgleis (N), Gleiswechsel (S) | Einkaufszentrum, Finanzamt, Stadtbücherei | Garstedt                      |
| Großhansdorf (GH) 53° 39′ 45″ N, 10° 17′ 12″ O         | U1       | 5. Nov. 1921  | Damm                                          | Großhansdorf               | Bus                   | Abstellgleise (N), Gleiswechsel (S) | LungenClinic Großhansdorf | Großhansdorf                  |
| Habichtstraße (HA) 53° 35′ 37″ N, 10° 3′ 7″ O          | U3       | 23. Juni 1930 | Damm                                          | Barmbek-Nord               | Bus                   | nachträglich eingefügt | | Habichtstraße                 |
| HafenCity Universität (HC) 53° 32′ 25″ N, 10° 0′ 31″ O | U4       | 29. Nov. 2012 | Tunnel                                        | HafenCity                  | Bus                   | Gleiswechsel (W) | HafenCity Universität, Lohsepark | HafenCity Universität         |
| Hagenbecks Tierpark (HG) 53° 35′ 34″ N, 9° 56′ 38″ O   | U2       | 30. Okt. 1966 | Einschnitt                                    | Lokstedt                   | Bus                   | Abstellanlage (N), Gleiswechsel (S) | Tierpark Hagenbeck, NDR-Fernsehen | Hagenbecks Tierpark           |
| Hagendeel (HL) 53° 36′ 13″ N, 9° 56′ 42″ O             | U2       | 1. Juni 1985  | Tunnel                                        | Lokstedt                   |                       | Seitenbahnsteige | Amsinckpark | Hagendeel                     |
| Hallerstraße (HR) 53° 34′ 23″ N, 9° 59′ 20″ O          | U1       | 2. Juni 1929  | Tunnel                                        | Harvestehude/ Rotherbaum   | Bus                   | 1938–1945: „Ostmarkstraße“ | NDR Radio, Tennis am Rothenbaum, Medienzentrum Rotherbaum, Museum für Völkerkunde | Hallerstraße                  |
| Hamburger Straße (HS) 53° 34′ 28″ N, 10° 2′ 14″ O      | U3       | 15. Feb. 1912 | Viadukt                                       | Barmbek-Süd                | Bus                   | 1912–1970: „Wagnerstraße“; Seitenbahnsteige | Behörde für Schule und Berufsbildung, Shopping-Center Hamburger Meile | Hamburger Straße              |
| Hammer Kirche (HK) 53° 33′ 20″ N, 10° 3′ 18″ O         | U2 U4    | 2. Jan. 1967  | Tunnel                                        | Hamm                       | Bus                   | Gleiswechsel (W) | | Hammer Kirche                 |
| Hauptbahnhof Nord (HX) 53° 33′ 15″ N, 10° 0′ 25″ O     | U2 U4    | 29. Sep. 1968 | Tunnel                                        | Altstadt/ St. Georg        | ( über Hauptbahnhof)  | Röhrentunnel (4 Röhren, 2 Gleise), Seitenbahnsteige | Kunsthalle, Deutsches Schauspielhaus, Ohnsorg-Theater | Hauptbahnhof Nord             |
| Hauptbahnhof Süd (HB) 53° 33′ 8″ N, 10° 0′ 30″ O       | U1 U3    | 15. Feb. 1912 | Tunnel                                        | St. Georg                  | ( über Hauptbahnhof)  | 1960–1968: „Hauptbahnhof“; U3-Tunnel: früher viergleisig; Eröffnung U1 am 2. Oktober 1960; U1: Gleiswechsel (O)                                          | Museum für Kunst und Gewerbe, Deutsches Schauspielhaus, ZOB | Hauptbahnhof Süd              |
| Hellkamp (HE) 53° 34′ 46″ N, 9° 56′ 56″ O              | U2       | 23. Mai 1914  | Tunnel                                        | Eimsbüttel                 |                       | am 1. Mai 1964 geschlossen; Lutterothstraße als Ersatz                                                                                                   | |                               |
| Hoheluftbrücke (HO) 53° 34′ 40″ N, 9° 58′ 35″ O        | U3       | 25. Mai 1912  | Damm                                          | Harvestehude               | Bus                   | | | Hoheluftbrücke                |
| Hoisbüttel (HT) 53° 40′ 41″ N, 10° 8′ 51″ O            | U1       | 1. Feb. 1925  | Damm                                          | Ammersbek                  | Bus                   | | | Hoisbüttel                    |
| Horner Geest 53° 33′ 33″ N, 10° 6′ 27″ O               | U4       | vsl. 2026     | Tunnel                                        | Horn                       | Bus                   | in Bau; Kehrgleise (W) | |                               |
| Horner Rennbahn (HN) 53° 33′ 14″ N, 10° 5′ 8″ O        | U2 U4    | 2. Jan. 1967  | Tunnel                                        | Horn                       | Bus                   | Kehrgleise (O) | Galopprennbahn | Horner Rennbahn               |
| Hudtwalckerstraße (HU) 53° 35′ 40″ N, 9° 59′ 46″ O     | U1       | 1. Dez. 1914  | Damm                                          | Winterhude                 | Bus                   | | Komödie Winterhuder Fährhaus | Hudtwalckerstraße             |
| Joachim-Mähl-Straße (JM) 53° 37′ 44″ N, 9° 56′ 59″ O   | U2       | 9. März 1991  | Tunnel                                        | Niendorf                   |                       | | | Joachim-Mähl-Straße           |
| Jungfernstieg (JG) 53° 33′ 8″ N, 9° 59′ 37″ O          | U1 U2 U4 | 25. März 1931 | Tunnel                                        | Hamburg-Altstadt/ Neustadt | S1 S3 Bus             | 1958–1973: „Rathaus“, seit 1958 Verbindungsgang nach U Rathaus (U3), Eröffnung U2-Ebene am 3. Juni 1973; U1: Gleiswechsel (S)                            | Jungfernstieg, Binnenalster, Rathaus, Bucerius Kunst Forum | Jungfernstieg (U1)            |
| Kellinghusenstraße (KE) 53° 35′ 20″ N, 9° 59′ 27″ O    | U1 U3    | 10. Mai 1912  | Damm                                          | Eppendorf                  | Bus                   | viergleisig, 2 Kehrgleise (SW) | Holthusenbad | Kellinghusenstraße            |
| Kiekut (KI) 53° 39′ 11″ N, 10° 16′ 49″ O               | U1       | 17. Juni 1922 | Einschnitt                                    | Großhansdorf               | Bus                   | nachträglich eröffnet; bleibt nicht barrierefrei | Rathaus Großhansdorf, Waldreitersaal, Waldfriedhof | Kiekut                        |
| Kiwittsmoor (KM) 53° 40′ 30″ N, 10° 0′ 58″ O           | U1       | 10. Mai 1960  | Damm                                          | Langenhorn                 |                       | nachträglich eingefügt | Klinikum Nord | Kiwittsmoor                   |
| Klein Borstel (KB) 53° 37′ 40″ N, 10° 2′ 0″ O          | U1       | 25. Mai 1925  | Damm                                          | Ohlsdorf                   |                       | nachträglich eingefügt | | Klein Borstel                 |
| Klosterstern (KR) 53° 34′ 53″ N, 9° 59′ 18″ O          | U1       | 2. Juni 1929  | Tunnel                                        | Harvestehude               | Bus                   | bis 1970er Jahre Gleiswechsel (N) | Hauptkirche St. Nikolaikirche | Klosterstern                  |
| Landungsbrücken (LB) 53° 32′ 46″ N, 9° 58′ 15″ O       | U3       | 29. Juni 1912 | Hang                                          | Neustadt/ St. Pauli        | S1 S3 Bus             | bis 1920 „Hafentor“; Seitenbahnsteige | St. Pauli-Landungsbrücken, St. Pauli-Elbtunnel, Jugendherberge auf dem Stintfang, Bernhard-Nocht-Institut, BSH                                                                                       | Landungsbrücken               |
| Langenhorn Nord (LN) 53° 39′ 39″ N, 10° 1′ 3″ O        | U1       | 1. Juli 1921  | Damm                                          | Langenhorn                 | Bus                   | ab 1. September 1919 provisorischer Dampfbetrieb | | Langenhorn Nord               |
| Langenhorn Markt (LM) 53° 38′ 56″ N, 10° 1′ 2″ O       | U1       | 1. Juli 1921  | Einschnitt                                    | Langenhorn                 | Bus                   | ab 5. Januar 1918 provisorischer Dampfbetrieb, 1918–1969: „Langenhorn Mitte“, ab 2013 zeitweilig Gleiswechsel (S)                                        | Arbeitsamt Hamburg-Nord | Langenhorn Markt              |
| Lattenkamp (LA) 53° 35′ 59″ N, 9° 59′ 41″ O            | U1       | 1. Dez. 1914  | Damm                                          | Winterhude                 | Bus                   | Gleiswechsel (S) | Sporthalle Hamburg | Lattenkamp                    |
| Legienstraße (LE) 53° 32′ 51″ N, 10° 5′ 43″ O          | U2 U4    | 24. Sep. 1967 | Einschnitt                                    | Horn                       | Bus                   | | | Legienstraße                  |
| Lohmühlenstraße (LS) 53° 33′ 23″ N, 10° 1′ 8″ O        | U1       | 2. Juli 1961  | Tunnel                                        | St. Georg                  | Bus                   | | Finanzgericht Hamburg, Hamburgisches Oberverwaltungsgericht, Verwaltungsgericht Hamburg, Asklepios Klinik St. Georg, HAW Hamburg                                                                     | Lohmühlenstraße               |
| Lübecker Straße (LU) 53° 33′ 35″ N, 10° 1′ 41″ O       | U1 U3    | 15. Feb. 1912 | Tunnel, obere Ringstrecke zunächst Einschnitt | Hohenfelde                 | Bus                   | Eröffnung U1-Ebene am 2. Juli 1961 mit Gleiswechsel (W), U3 Seitenbahnsteige                                                                             | Marienkrankenhaus, Alsterschwimmhalle | Lübecker Straße               |
| Lutterothstraße (LT) 53° 34′ 55″ N, 9° 56′ 51″ O       | U2       | 30. Mai 1965  | Tunnel                                        | Eimsbüttel                 |                       | als Ersatz für Hellkamp gebaut | | Lutterothstraße               |
| Meiendorfer Weg (ME) 53° 38′ 20″ N, 10° 9′ 22″ O       | U1       | 1. Apr. 1925  | Damm                                          | Volksdorf                  | Bus                   | nachträglich eingefügt | Volksdorfer Wald, Amalie-Sieveking-Krankenhaus | Meiendorfer Weg               |
| Merkenstraße (MS) 53° 32′ 19″ N, 10° 7′ 26″ O          | U2       | 31. Mai 1970  | Tunnel                                        | Billstedt                  | Bus                   | bis 1990er Jahre doppelter Gleiswechsel (W) | | Merkenstraße                  |
| Meßberg (MB) 53° 32′ 51″ N, 10° 0′ 5″ O                | U1       | 22. Feb. 1960 | Tunnel                                        | Hamburg-Altstadt           | Bus                   | | Speicherstadt, Deutsches Zollmuseum, Dialog im Dunkeln, Kontorhausviertel mit Chilehaus, Internationales Maritimes Museum, St.-Katharinen-Kirche                                                     | Meßberg                       |
| Messehallen (MH) 53° 33′ 30″ N, 9° 58′ 35″ O           | U2       | 31. Mai 1970  | Tunnel                                        | St. Pauli                  | Bus                   | Röhrentunnel, doppelter Gleiswechsel (NW) | Messe, Karolinenviertel, Große Wallanlagen, Hamburgisches Verfassungsgericht, Hanseatisches Oberlandesgericht, Landgericht Hamburg                                                                   | Messehallen                   |
| Mönckebergstraße (MO) 53° 33′ 4″ N, 10° 0′ 5″ O        | U3       | 15. Feb. 1912 | Tunnel                                        | Hamburg-Altstadt           | Bus                   | 1912–1950: Barkhof; Seitenbahnsteige | | Mönckebergstraße              |
| Mümmelmannsberg (MG) 53° 31′ 41″ N, 10° 9′ 0″ O        | U2       | 29. Sep. 1990 | Tunnel                                        | Billstedt                  | Bus                   | Gleiswechsel (N), Abstellgleise (S) | Großsiedlung Mümmelmannsberg | Mümmelmannsberg               |
| Mundsburg (MU) 53° 34′ 10″ N, 10° 1′ 39″ O             | U3       | 15. Feb. 1912 | Viadukt                                       | Uhlenhorst                 | Bus                   | Seitenbahnsteige, Gleiswechsel (S) | Ernst-Deutsch-Theater, The English Theatre, HFBK Hamburg | Mundsburg                     |
| Niendorf Markt (NM) 53° 37′ 8″ N, 9° 57′ 4″ O          | U2       | 1. Juni 1985  | Tunnel                                        | Niendorf                   | Bus                   | Kehrgleis (N), Gleiswechsel (S) | Kirche am Markt | Niendorf Markt                |
| Niendorf Nord (NN) 53° 38′ 26″ N, 9° 57′ 1″ O          | U2       | 9. März 1991  | Tunnel                                        | Niendorf                   | Bus                   | Kehrgleis (N), Gleiswechsel (S) | | Niendorf Nord                 |
| Norderstedt Mitte (NO) 53° 42′ 25″ N, 9° 59′ 33″ O     | U1       | 28. Sep. 1996 | Tunnel/Einschnitt                             | Norderstedt-Garstedt       | A2 Bus                | doppelter Gleiswechsel (S), Abstellgleise (S) | Rathaus, Arbeitsamt, Stadtwerke, Stadtbücherei, Amtsgericht | Norderstedt Mitte             |
| Ochsenzoll (OZ) 53° 40′ 41″ N, 10° 0′ 5″ O             | U1       | 1. Juli 1921  | Einschnitt                                    | Langenhorn                 | Bus                   | ab 5. Januar 1918 provisorischer Dampfbetrieb; Gleiswechsel und Abstellanlage (SO), Kehr-/Abstellgleise (W, seit 1966)                                   | Klinikum Nord | Ochsenzoll                    |
| Ohlsdorf (OH) 53° 37′ 14″ N, 10° 1′ 53″ O              | U1       | 1. Dez. 1914  | Damm                                          | Ohlsdorf                   | S1 Bus                | in den 1920er/1930er Jahren viergleisig, Kehrgleise (N)                                                                                                  | Friedhof Ohlsdorf, Schwimmbad Ohlsdorf, JVA Fuhlsbüttel, KZ-Gedenkstätte Fuhlsbüttel | Ohlsdorf                      |
| Ohlstedt (OT) 53° 41′ 41″ N, 10° 8′ 14″ O              | U1       | 1. Feb. 1925  | Damm                                          | Wohldorf-Ohlstedt          | Bus                   | Kehrgleise (N), Gleiswechsel (S) | | Ohlstedt                      |
| Oldenfelde (OF) 53° 37′ 5″ N, 10° 7′ 46″ O             | U1       | 9. Dez. 2019  | Damm                                          | Farmsen-Berne/ Rahlstedt   |                       | | | Oldenfelde                    |
| Osterstraße (OS) 53° 34′ 35″ N, 9° 57′ 6″ O            | U2       | 23. Mai 1914  | Tunnel                                        | Eimsbüttel                 | Bus                   | Seitenbahnsteige (seit 1964) | | Osterstraße                   |
| Rathaus (RA) 53° 33′ 1″ N, 9° 59′ 37″ O                | U3       | 15. Feb. 1912 | Tunnel                                        | Altstadt                   | ( über Jungfernstieg) | 1912–1934: „Rathausmarkt“, 1934–1945: „Adolf-Hitler-Platz“, 1945–1958: „Rathausmarkt“, Umstieg Bf Jungfernstieg; Seitenbahnsteige; Gleiswechsel (W)      | Rathaus, Bucerius Kunst Forum, Börse, St.-Petri-Kirche, Jungfernstieg, Binnenalster | Rathaus                       |
| Rauhes Haus (RH) 53° 33′ 15″ N, 10° 3′ 58″ O           | U2 U4    | 2. Jan. 1967  | Tunnel                                        | Hamm                       | Bus                   | | Rauhes Haus | Rauhes Haus                   |
| Richtweg (RW) 53° 41′ 45″ N, 9° 59′ 23″ O              | U1       | 28. Sep. 1996 | ebenerdig                                     | Norderstedt-Garstedt       |                       | Seitenbahnsteige | | Richtweg                      |
| Ritterstraße (RI) 53° 34′ 2″ N, 10° 2′ 41″ O           | U1       | 28. Okt. 1962 | Tunnel                                        | Eilbek                     | Bus                   | | | Ritterstraße                  |
| Rödingsmarkt (RD) 53° 32′ 54″ N, 9° 59′ 13″ O          | U3       | 29. Juni 1912 | Viadukt                                       | Hamburg-Altstadt           | Bus                   | Seitenbahnsteige | | Rödingsmarkt                  |
| Rothenburgsort (RO) 53° 32′ 20″ N, 10° 2′ 37″ O        | Ux       | 27. Juli 1915 | Viadukt                                       | Rothenburgsort             |                       | Gleiswechsel (W), am 27. Juli 1943 geschlossen | |                               |
| Saarlandstraße (SA) 53° 35′ 20″ N, 10° 1′ 57″ O        | U3       | 10. Mai 1912  | Damm                                          | Winterhude                 | Bus                   | 1912–1924: „Flurstraße“, 1924–1970: „Stadtpark“; viergleisig; Abstellanlage (W)                                                                          | Hamburger Stadtpark | Saarlandstraße                |
| Schippelsweg (SW) 53° 38′ 7″ N, 9° 57′ 9″ O            | U2       | 9. März 1991  | Tunnel                                        | Niendorf                   |                       | | | Niendorf Nord                 |
| Schlump (SL) 53° 34′ 5″ N, 9° 58′ 12″ O                | U2 U3    | 25. Mai 1912  | Tunnel                                        | Eimsbüttel/ Rotherbaum     | Bus                   | bis 1964 im Einschnitt, Eröffnung unterer Bahnsteig (U2) am 31. Mai 1970, dort Abstellgleise (NW)                                                        | Teile der Universität Hamburg (u. a. Geomatikum), Sternschanzenpark | Schlump                       |
| Schmalenbeck (SK) 53° 39′ 11″ N, 10° 15′ 39″ O         | U1       | 5. Nov. 1921  | Einschnitt                                    | Großhansdorf               | Bus                   | | Arboretum Tannenhöft Parkklinik Manhagen, Waldfriedhof | Schmalenbeck                  |
| Sengelmannstraße (SE) 53° 36′ 34″ N, 10° 1′ 20″ O      | U1 U5    | 26. Sep. 1975 | Damm                                          | Alsterdorf/Winterhude      | Bus                   | nachträglich eingefügt; Bauvorleistung für U4, die jetzt für die U5 genutzt wird                                                                         | City Nord | Sengelmannstraße              |
| Sierichstraße (SI) 53° 35′ 25″ N, 10° 0′ 4″ O          | U3       | 10. Mai 1912  | Damm                                          | Winterhude                 | Bus                   | | | Sierichstraße                 |
| Spaldingstraße (SP) 53° 32′ 57″ N, 10° 1′ 3″ O         | Ux       | 27. Juli 1915 | Viadukt                                       | Hammerbrook                |                       | Seitenbahnsteige; am 27. Juli 1943 geschlossen | |                               |
| St. Pauli (PA) 53° 33′ 2″ N, 9° 58′ 12″ O              | U3       | 25. Mai 1912  | Tunnel                                        | Neustadt/ St. Pauli        | Bus                   | 1912–1935: „Millerntor“; Kehrgleis (N) | Reeperbahn, Spielbudenplatz mit St. Pauli Theater, Schmidt Theater und Operettenhaus, Imperial-Theater, Heiligengeistfeld, Millerntor-Stadion, Große Wallanlagen, Museum für Hamburgische Geschichte | St. Pauli                     |
| Steilshoop 53° 36′ 37″ N, 10° 3′ 29″ O                 | U5       | in Bau        | Tunnel                                        | Steilshoop                 | Bus                   | in Bau befindlich; Seitenbahnsteige | |                               |
| Steinfurther Allee (SF) 53° 32′ 28″ N, 10° 8′ 21″ O    | U2       | 29. Sep. 1990 | Tunnel                                        | Billstedt                  | Bus                   | Seitenbahnsteige | | Steinfurther Allee            |
| Steinstraße (ST) 53° 33′ 0″ N, 10° 0′ 21″ O            | U1       | 2. Okt. 1960  | Tunnel                                        | Hamburg-Altstadt           | Bus                   | | Deichtorhallen, Sprinkenhof, Behörde für Inneres, Markthalle, Zentralbibliothek | Steinstraße                   |
| Stephansplatz (SN) 53° 33′ 31″ N, 9° 59′ 21″ O         | U1       | 2. Juni 1929  | Tunnel                                        | Neustadt                   | ( über Bf Dammtor)    | Übergangsmögl. zum Bf Dammtor; Kehrgleis (N) | Congress Center Hamburg, Universität Hamburg, Staatsoper, Museum für Kommunikation Hamburg, Planten un Blomen, Alter Botanischer Garten                                                              | Stephansplatz                 |
| Sternschanze (SZ) 53° 33′ 50″ N, 9° 58′ 9″ O           | U3       | 25. Mai 1912  | Tunnel                                        | St. Pauli/ Sternschanze    | S2 S5 Bus             | noch nicht barrierefrei | Schanzenviertel, Sternschanzenpark, Messe | Sternschanze                  |
| Stoltenstraße 53° 33′ 25″ N, 10° 5′ 55″ O              | U4       | vsl. 2026     | Tunnel                                        | Horn                       | Bus                   | | |                               |
| Straßburger Straße (SR) 53° 34′ 55″ N, 10° 4′ 5″ O     | U1       | 3. März 1963  | Tunnel                                        | Dulsberg                   | Bus                   | | Olympiastützpunkt Hamburg | Straßburger Straße            |
| Süderstraße (SS) 53° 32′ 38″ N, 10° 1′ 20″ O           | Ux       | 27. Juli 1915 | Viadukt                                       | Hammerbrook                |                       | Seitenbahnsteige; am 27. Juli 1943 geschlossen | |                               |
| Trabrennbahn (TR) 53° 35′ 53″ N, 10° 6′ 7″ O           | U1       | 30. März 1924 | Damm                                          | Farmsen-Berne              |                       | bis zum 1. Oktober 1933 nur bei Veranstaltungen geöffnet                                                                                                 | | Trabrennbahn                  |
| Überseequartier (UR) 53° 32′ 26″ N, 9° 59′ 56″ O       | U4       | 29. Nov. 2012 | Tunnel                                        | HafenCity                  | Bus                   | | Überseequartier, Hamburg Cruise Center HafenCity, Elbphilharmonie | Überseequartier               |
| Uhlandstraße (UH) 53° 33′ 53″ N, 10° 1′ 36″ O          | U3       | 15. Feb. 1912 | Viadukt                                       | Hohenfelde                 | Bus                   | Seitenbahnsteige | | Uhlandstraße                  |
| Volksdorf (VF) 53° 39′ 2″ N, 10° 9′ 47″ O              | U1       | 6. Sep. 1920  | Damm, Bahnsteighalle                          | Volksdorf                  | Bus                   | ab 12. September 1918 provisorischer Dampfbetrieb; dreigleisig, Abstellanlage                                                                            | Museumsdorf Volksdorf, Bürgerhaus Koralle, Freizeitbad | Volksdorf                     |
| Wandsbek-Gartenstadt (WK) 53° 35′ 32″ N, 10° 4′ 27″ O  | U1 U3    | 6. Sep. 1920  | Damm                                          | Wandsbek                   | Bus                   | ab 12. September 1918 provisorischer Dampfbetrieb; Kehrgleise (NO); 1918–1920: Hinschenfelde                                                             | Bundeswehrkrankenhaus | Wandsbek-Gartenstadt          |
| Wandsbek Markt (WM) 53° 34′ 19″ N, 10° 4′ 4″ O         | U1       | 28. Okt. 1962 | Tunnel                                        | Wandsbek                   | Bus                   | Kehrgleise (NO), Gleiswechsel (W) | Staatsarchiv, Bezirksamt Wandsbek, Amtsgericht | Wandsbek Markt                |
| Wandsbeker Chaussee (WR) 53° 34′ 12″ N, 10° 3′ 31″ O   | U1       | 28. Okt. 1962 | Tunnel                                        | Eilbek/ Wandsbek           | S1 Bus                | | | Wandsbeker Chaussee           |
| Wartenau (WA) 53° 33′ 51″ N, 10° 2′ 4″ O               | U1       | 1. Okt. 1961  | Tunnel                                        | Eilbek/ Hohenfelde         | Bus                   | Kehrgleis (NO) | | Wartenau                      |